# Absetzung für Abnutzung
Als Absetzung für Abnutzungen (kurz AfA), umgangssprachlich Abschreibung, wird steuerrechtlich die Wertminderung von Anlagevermögen bezeichnet.

## Allgemeines
Wird ein Wirtschaftsgut des Anlagevermögens zur Erzielung von Einkünften eingesetzt, verursachen die Anschaffungskosten oder Herstellungskosten des Wirtschaftsguts keine Vermögensminderung des Steuerpflichtigen. Das erworbene Wirtschaftsgut tritt lediglich an die Stelle des Kassenbestandes oder des Bankguthabens, mit welchem das neue Wirtschaftsgut erworben oder hergestellt wurde. Diese Ersetzung tritt sowohl bei der Erzielung von Gewinneinkünften als auch bei der Erzielung von Überschusseinkünften ein.
Handelt es sich bei dem angeschafften oder hergestellten Wirtschaftsgut des Anlagevermögens um ein abnutzbares Wirtschaftsgut, so stellt zwar nicht die Anschaffung oder die Herstellung, aber die Abnutzung des Wirtschaftsgutes eine durch die Erzielung von Einkünften veranlasste Vermögensminderung des Steuerpflichtigen dar, da der Abnutzung im Vermögen des Steuerpflichtigen kein gleichwertiges Äquivalent entgegentritt. Solche Abnutzungen sind dem Grunde nach Betriebsausgaben oder Werbungskosten. „Abgesetzt“ werden kann jedes Jahr der Teil der Kosten, der sich bei einer Verteilung auf die voraussichtliche Nutzungsdauer als Jahresbetrag ergibt.
Die Wertminderung verringert die Einkünfte, die wiederum Grundlage des zu versteuernden Einkommens sind.

## Abgrenzung
Die Absetzung für Abnutzung ist im Einkommensteuergesetz (EStG) geregelt, das diesen Begriff synonym zum betriebswirtschaftlichen Begriff der Abschreibung verwendet. Während allerdings betriebswirtschaftlich jede Wertminderung als Abschreibung bezeichnet wird, unterscheidet das Steuerrecht die folgenden Varianten:
- die handelsrechtlich planmäßig angesetzte Abschreibung wird Absetzung für Abnutzung genannt
- die außerplanmäßigen handelsrechtlichen Abschreibungen auf das Anlagevermögen entsprechen der steuerlichen Absetzung für außergewöhnliche Abnutzung (AfaA)
- die außerplanmäßigen handelsrechtlichen Abschreibungen auf das Umlaufvermögen entsprechen der steuerlichen Teilwertabschreibung
- die Sammelabschreibung nach § 6 Abs. 2a EStG (seit 2008).

## Arten der Absetzung für Abnutzung
Die Absetzung für Abnutzung richtet sich nach zwei Faktoren:
- Höhe der Anschaffungs- oder Herstellungskosten und der
- betriebsgewöhnlichen Nutzungsdauer

Aus diesen Variablen ist nach den folgenden gesetzlich möglichen Varianten die Absetzung zu ermitteln:

### AfA in gleichen Jahresbeträgen (lineare Abschreibung)
Die Grundregel sieht die Absetzung in konstant hohen Jahresbeträgen (lineare Abschreibung) vor.
Die Anschaffungskosten des abzuschreibenden Wirtschaftsgutes (WG) werden dabei gleichmäßig auf die Jahre der Nutzungsdauer aufgeteilt. Damit wird jedes Jahr der gleiche Betrag abgeschrieben.
Zu unterscheiden ist dabei der Abschreibungssatz (jährlicher Abschreibungsprozentsatz, der sich aus der Rechnung 100 Prozent / Nutzungsjahre ergibt) und der Abschreibungsbetrag (Anschaffungswert / Nutzungsdauer), wobei die Nutzungsdauer gesetzlich vorgeschrieben ist.
Bei der linearen Abschreibung hat das Wirtschaftsgut am Ende der Nutzungsdauer einen rechnerischen Restwert von 0 Euro bzw. 0 Währungseinheit (WE). Der Vermögenswert wäre komplett abgeschrieben, während der Gegenstand noch im Unternehmen existiert. Da das gegen die Grundsätze ordnungsgemäßer Buchführung verstoßen würde, wurde ein Erinnerungswert von 1 WE eingeführt, mit dem der Vermögensgegenstand in den Büchern geführt werden konnte.

Später wurden jedoch im Anlagengitter die Anschaffungskosten mit aufgenommen. Dadurch ist der Erinnerungswert nicht mehr erforderlich. Solange das Wirtschaftsgut noch vorhanden ist, sind die entsprechenden Anschaffungskosten im Anlagengitter enthalten. Fällt das WG weg, so werden im Anlagengitter die AHK als Abgang ausgewiesen. Dadurch ist auch bei einem Buchwert von 0 WE der Abgang ersichtlich.

### AfA in fallenden Jahresbeträgen (degressive Abschreibung)
Die steuerrechtlich einzig zulässige Ausnahme bei der Berechnung mehrjähriger Absetzungsbeträge war die bis 2007 und nochmals 2009 und 2010 sowie 2020–2022 mögliche geometrisch-degressive Absetzung für bewegliche Wirtschaftsgüter des Anlagevermögens, die in einem besonderen Verzeichnis geführt werden.
Bei der degressiven AfA wird ein fester Prozentsatz in jedem Jahr erneut vom Buchwert des Vorjahres abgezogen. Dabei darf der Prozentsatz ein festgelegtes Vielfaches des bei der linearen AfA anzuwendenden Abschreibungsprozentsatzes (= 100 % ÷ Jahre der Nutzung) und einen bestimmten Prozentsatz nicht übersteigen.
Im Laufe des letzten Jahrzehnts wurden die Höchstsätze für die Abschreibung vom Gesetzgeber mehrfach geändert.

#### Bis 2001
Anschaffungen vor dem 1. Januar 2001 waren mit dem dreifachen linearen AfA-Satz bzw. maximal 30 Prozent absetzbar (§ 52 Abs. 21a).

#### 2001–2005
Vom 1. Januar 2001 bis 31. Dezember 2005 war der Prozentsatz auf 20 % bzw. das zweifache der linearen Abschreibung beschränkt (§ 52 Abs. 21a).
Eine zusätzliche Ausnahme bildete die Abschreibung von Mietwohngebäuden; hier bestand die Möglichkeit der degressiven Abschreibung, wenn in Herstellungsfällen der Bauantrag vor dem 1. Januar 2006 eingereicht oder in Anschaffungsfällen der Notarvertrag rechtswirksam vor dem 1. Januar 2006 abgeschlossen worden war. Für Neufälle ab dem 1. Januar 2006 kommt gem. § 7 Abs. 4 S. 1 Nr. 2a EStG nur noch die Inanspruchnahme der linearen Gebäudeabschreibung der Anschaffungs- bzw. Herstellungskosten in Betracht (2 %, bei Fertigstellung nach 2022 3 %).

#### 2006–2007
Als konjunkturpolitische Maßnahme hat der Gesetzgeber für Anschaffungen im Zeitraum vom 1. Januar 2006 bis 31. Dezember 2007 eine degressive Abschreibung mit dem dreifachen linearen Satz und der Obergrenze 30 % als Sonderabschreibung zugelassen (§ 7 Abs. 2 S. 3 a. F.).

#### 2008
Zum 1. Januar 2008 wurde die degressive AfA im Rahmen des Unternehmensteuerreformgesetzes für neu angeschaffte Güter abgeschafft (§ 7 Abs. 2, § 52 Abs. 21a EStG). Dabei ist der Lieferzeitpunkt entscheidend: Lag dieser vor dem 1. Januar 2008, kann unter Beachtung der Abschreibungsgrundsätze weiterhin degressiv abgeschrieben werden.

#### 2009–2010
Mit dem „Gesetz zur Umsetzung steuerrechtlicher Regelungen des Maßnahmenpakets ‚Beschäftigungssicherung durch Wachstumsstärkung‘“ vom 21. Dezember 2008 (BGBl. I S. 2896) wurde die degressive Abschreibung temporär wieder eingeführt für bewegliche Wirtschaftsgüter des Anlagevermögens, die in den Jahren 2009 und 2010 angeschafft oder hergestellt worden sind. Der Abschreibungssatz für diese Wirtschaftsgüter beträgt das 2,5fache des Prozentsatzes der linearen Abschreibung, höchstens jedoch 25 % (§ 7 Abs. 2 S. 1 EStG a. F.).

#### 2011–2019
Im Zeitraum vom 1. Januar 2011 bis zum 31. Dezember 2019 war die degressive Abschreibung abgeschafft. (§ 7 Abs. 2 S. 1 EStG a.F.).

#### 2020–2022
Durch die Corona-Steuerhilfegesetze wurde die degressive Abschreibung für alle beweglichen Wirtschaftsgüter des Anlagevermögens, die nach dem 31. Dezember 2019 und vor dem 1. Januar 2023 angeschafft oder hergestellt worden sind, wieder eingeführt. Der Abschreibungssatz für diese Wirtschaftsgüter beträgt das 2,5fache des Prozentsatzes der linearen Abschreibung, höchstens jedoch 25 % (§ 7 Abs. 2 EStG a. F).

#### 2023–2024
Im Zeitraum vom 1. Januar 2023 bis zum 31. März 2024 war die degressive Abschreibung abgeschafft.
Mit dem Wachstumschancengesetz wurde die degressive Abschreibung für alle beweglichen Wirtschaftsgüter des Anlagevermögens, die nach dem 31. März 2024 und vor dem 1. Januar 2025 angeschafft oder hergestellt worden sind, wieder eingeführt. Der Abschreibungssatz für diese Wirtschaftsgüter beträgt das Zweifache des Prozentsatzes der linearen Abschreibung, höchstens jedoch 20 % (§ 7 Abs. 2 EStG a. F.).

#### 2025–2027
Im Zeitraum vom 1. Januar bis zum 30. Juni 2025 war die degressive Abschreibung abgeschafft.
Die degressive Abschreibung wurde für alle beweglichen Wirtschaftsgüter des Anlagevermögens, die nach dem 30. Juni 2025 und vor dem 1. Januar 2028 angeschafft oder hergestellt werden, wieder eingeführt. Der Abschreibungssatz für diese Wirtschaftsgüter beträgt das Dreifache des Prozentsatzes der linearen Abschreibung, höchstens jedoch 30 % (§ 7 Abs. 2 EStG).

### AfA-Sonderformen
Bei einer betriebsgewöhnlichen Nutzungsdauer von ein bis zehn Jahren und dem für Investitionen zwischen 1. Januar 2006 und 31. Dezember 2007 möglichen Höchstsatz der degressiven AfA von 30 % zeigt sich, dass für Wirtschaftsgüter mit verhältnismäßig kurzer Nutzungsdauer – bis zu 5 Jahren – die degressive AfA kaum Vorteile gegenüber der linearen AfA bietet. Erheblich günstiger wirkt sie sich dagegen bei längerer Nutzungsdauer aus.
Bei dieser Methode ist das WG am Ende der geplanten Nutzungsdauer nicht vollständig abgeschrieben. Um das zu umgehen, ist es steuer- und handelsrechtlich erlaubt, von der geometrisch-degressiven Abschreibung zur linearen Abschreibung zu wechseln. Dies ist der einzig erlaubte Wechsel bei Abschreibungen. Der Wechsel von der degressiven zur linearen AfA empfiehlt sich dann, wenn die degressive Abschreibung niedriger ist als die unter Berücksichtigung der Restnutzungsdauer und des Restwerts anfallende lineare Abschreibung. Das ist bei Gütern mit einer Abschreibungsdauer von 10 Jahren meist nach Ablauf der halben Gesamtnutzungsdauer laut AfA-Tabelle der Fall (Faustregel).
Immaterielle Wirtschaftsgüter dürfen nicht geometrisch-degressiv abgeschrieben werden. Eine Abschreibung erfolgt nur linear oder als außerplanmäßige Abschreibung.
Geringwertige Wirtschaftsgüter (GWG) bis 800 € (ohne Umsatzsteuer) können nach § 6 Absatz 2 EStG  im Jahr der Anschaffung vollständig abgeschrieben werden.

## Beginn und Ende der AfA
Es ist ab dem Kalendermonat der Anschaffung oder Herstellung abzuschreiben (§ 7 Abs. 1 S. 4 EStG). Für jeden angefangenen Monat ist 1/12 der Jahres-AfA anzusetzen (z. B. bei Anschaffung am 20. September 4/12: Sep/Okt/Nov/Dez). Das Ende des Abschreibungszeitraums ergibt sich aus der AfA-Tabelle, in der seitens der Finanzverwaltung die Nutzungsdauer vorgegeben wird. Wenn das Wirtschaftsgut vorzeitig, beispielsweise durch Verkauf, und innerhalb eines Geschäftsjahres ausscheidet, ist die AfA im Jahr der Veräußerung zeitanteilig anzusetzen (R 7.4 Abs. 8 EStR).

## AfA für gebrauchte Wirtschaftsgüter
Prinzipiell sind Gebrauchtgüter über die Restnutzungsdauer abzuschreiben. Übersteigen die Anschaffungskosten eines selbstständig nutzbaren Wirtschaftsgutes 800 € nicht, können sie auch als Geringwertiges Wirtschaftsgut behandelt werden.
Eine umfangreiche Rechtsprechung hat sich im Bereich gebrauchte Kraftfahrzeuge gebildet:
Für diese ist die Restnutzungsdauer zu schätzen. Dabei muss Alter, Zustand und Art der voraussichtlichen Nutzung des Fahrzeugs berücksichtigt werden (BMF-Schreiben vom 28. Mai 1993, BStBl. 1993 I S. 483 Tz. 2). Bei bis zu 3 Jahre alten Fahrzeugen kann die „gewöhnliche“ Restnutzungsdauer angenommen werden (6 Jahre nach AfA-Tabelle – Fahrzeugalter). Selbst wenn das Fahrzeug älter als sechs Jahre ist, wird man ohne besonderen Nachweis einer hohen Kilometerleistung eine Restnutzungsdauer von zwei bis drei Jahren annehmen.
Umgekehrt kann man aber auch länger abschreiben. Nach einem BFH-Beschluss vom 17. April 2001 (BFH/NV 2001 S. 1255) kann sich unter Berücksichtigung der Kilometerleistung beim Alteigentümer eine Gesamtnutzungsdauer von mehr als 8 Jahren ergeben. Die Gesamtkilometerleistung eines KFZ wurde mit 160.000 km festgestellt (BFH-Urteil vom 26. Juli 1991 (VI R 82/89) BStBl. 1992 II S. 1000).

## Beispiele

### Beispiel zur linearen AfA
Der selbständige Softwareentwickler St. kauft im Januar 2005 eine neue Computeranlage für sein Unternehmen. Die Anschaffungskosten sind ohne Mehrwertsteuer 2.700 €. Die Nutzungsdauer der Computeranlage beträgt drei Jahre, woraus sich der Abschreibungssatz von 33 1/3 % ergibt. Der Jahresbetrag der Abschreibung beläuft sich demgemäß auf 900 €.

St. kann folgende Absetzung für Abnutzung vornehmen:

```
            Anschaffungskosten: 2.700 €
              AfA im Jahr 2005:   900 € = 33 1/3 % von 2.700 €
 Restwert am 31. Dezember 2005: 1.800 €
              AfA im Jahr 2006:   900 € = 33 1/3 % von 2.700 €
 Restwert am 31. Dezember 2006:   900 €
              AfA im Jahr 2007:   899 € = 33 1/3 % von 2.700 €
 Restwert am 31. Dezember 2007:     1 € (
Erinnerungswert
)
```

Kauft St. die Computeranlage erst im Oktober 2005, sieht die Entwicklung so aus:

```
           Anschaffungskosten: 2.700 €
AfA im Jahr 2005 3/12 von 900:   225 € = AfA nur für 3 Monate
Restwert am 31. Dezember 2005: 2.475 €
             AfA im Jahr 2006:   900 €
Restwert am 31. Dezember 2006: 1.575 €
             AfA im Jahr 2007:   900 €
Restwert am 31. Dezember 2007:   675 €
             AfA im Jahr 2008:   674 €
Restwert am 31. Dezember 2008:     1 € (
Erinnerungswert
)
```

### Beispiel zur degressiven Abschreibung
Der Unternehmer St. schafft im Januar 2009 für sein Büro einen Schreibtisch für Anschaffungskosten von 1.800 € an. Die Nutzungsdauer beträgt 10 Jahre, wonach sich ein Abschreibungssatz von 10 % ergibt. St. nimmt in diesem Fall die degressive Abschreibung in Anspruch. Bei der degressiven Abschreibung wird der Abschreibungssatz jeweils auf den Restwert angewendet. Der Abschreibungssatz darf in diesem Fall 2 1/2 fach so hoch sein wie bei der linearen Abschreibung (s. o.), allerdings nicht höher als 25 %. Für nach dem 31. Dezember 2010 angeschaffte Wirtschaftsgüter ist eine degressive Abschreibung nicht mehr zulässig.
```
            Anschaffungskosten: 1.800,00 €

              AfA im Jahr 2009:   450,00 € = 25 % von 1.800,00 €
 Restwert am 31. Dezember 2009: 1.350,00 €

              AfA im Jahr 2010:   337,50 € = 25 % von 1.350,00 €
 Restwert am 31. Dezember 2010: 1.012,50 €

              AfA im Jahr 2011:   253,13 € = 25 % von 1.012,50 €
 Restwert am 31. Dezember 2011:   759,37 €

              AfA im Jahr 2012:   189,84 € = 25 % von 759,37 €
 Restwert am 31. Dezember 2012:   569,53 €

              AfA im Jahr 2013:   142,38 € = 25 % von 569,53 €
 Restwert am 31. Dezember 2013:   427,15 €

              AfA im Jahr 2014:  106,79 € = 25 % von 427,15 €
 Restwert am 31. Dezember 2014:  320,36 €

```

Da bei der degressiven Abschreibung nie voll abgeschrieben werden kann, ist es gestattet zur linearen Abschreibung zu wechseln und von da an jedes Jahr den gleichen Betrag vom Restwert zum Zeitpunkt des Wechsels abzuschreiben.
Jetzt ist ein Wechsel zur linearen AfA angebracht. Die Abschreibungshöhe ergibt sich nun aus Restbuchwert und Restlaufzeit:
```
320,36 € / 4 Jahre = 80,09 € pro Jahr
```

## Weitere Sonderregelungen
- geringwertiges Wirtschaftsgut
- Sonderabschreibung
- Investitionsabzugsbetrag
- Teilwertabschreibung
- Staffelabschreibung

## Regelungen des schweizerischen Steuerrechts
In der Schweiz publiziert die eidgenössische Steuerverwaltung (ESTV) Höchst-Abschreibungssätze, die zu beachten sind. In den Dokumenten, welche für die speziellen Branchen zur Verfügung gestellt werden, sind sowohl die linearen als auch die degressiven Sätze aufgeführt. Diese Abschreibungssätze sind schweizweit gültig, die Kantone können aber vereinzelt von diesen Bestimmungen abweichen.

## Betriebswirtschaftliche Abschreibung
Im internen Rechnungswesen, der Kostenrechnung und Controlling wird die Abschreibung genannte Wertminderung verursachungsgerecht verrechnet. Hier können sich entscheidende Unterschiede zu der steuergesetzlich vorgegebenen AfA ergeben.

## Ökonomische Abschreibungen
Die Ökonomischen Abschreibungen (ÖA) sind der Betrag, der nötig ist, um zukünftige Ersatzinvestitionen zu tätigen. Der Betrag ist, ceteris paribus, kleiner als die handels- oder steuerrechtlichen Abschreibungen, da der Betrag mitverzinst wird.
Berechnung der ÖA erfolgt durch: 

ÖA = {\displaystyle \left({\frac {w_{\text{acc}}}{(1+w_{\text{acc}})^{n}-1}}\right)\cdot {\text{Abschreibbare Aktiva}}}
Die ökonomischen Abschreibungen werden in der Praxis zum Beispiel bei der Berechnung des Cash Value Added benötigt.